# فرودگاه فورت کولینز-شهری لاولند
فرودگاه فورت کولینز-شهری لاولند (به انگلیسی: Fort Collins-Loveland Municipal Airport) یک فرودگاه همگانی با کد یاتا FNL است که یک باند فرود آسفالت دارد و طول باند آن ۶۹۳ متر است. این فرودگاه در کشور ایالات متحده آمریکا قرار دارد و در ارتفاع ۱۵۲۹ متری از سطح دریا واقع شده است.